# 다루토코 신지
다루토코 신지(일본어: 樽床伸二, 1959년 8월 6일 ~ )는 일본의 정치인으로, 민주당 소속의 중의원 의원이다. 현재 민주당 국회 대책 위원장을 맡고 있다.

## 약력
시마네현 운난시 (구 이시군) 출신으로, 학창 시절 야구의 길을 걸었으나, 오사카 대학 경식 야구부에서 입은 부상이 원인이 되어 야구의 길을 완전히 접게 되었다. 부상으로 요양 중 마쓰시타 정경숙 (松下政経塾) 을 우연히 신문에서 알아, 후에 마쓰시타 정경숙에 들어가게 되었다.
학원을 졸업한 후, 1990년 제39회 중의원 의원 총선거에 무소속으로 출마했으나 낙선하였고, 자유민주당 중의원 의원 에토 세이시로 (衛藤征士郎)의 사설 비서로 활동하였다.
호소카와 모리히로의 정계 재편 움직임에 호응해 일본 신당 결성에 참여했으며, 1993년 제40회 중의원 의원 총선거에서 일본 신당 공인으로 입후보 해 첫 당선되었다. 이후 2003년 제43회 중의원 의원 총선거까지 네 번 연속 당선되었다.
신진 의원 정리역으로서 신진 의원 집단의 초대 대표 간사가 되었고, 와타나베 고조 (渡部 恒三) 가 지명한 민주당의 젊은 봉행 (奉行) 에 마에하라 세이지, 에다노 유키오, 노다 요시히코, 겐바 고이치로 (玄葉光一郎), 마쓰자와 시게후미 (松沢成文)와 함께 언급되었다.
일본 민주당 국민운동위원장, 다음 내각의 국토교통대신, 국회대책위원회 우언장 대리, 단체 교류 위원장을 지냈으며, 2005년 총리 고이즈미 준이치로 아래에서 행해진 제44회 중의원 의원 총선거 이른바 우정 해산에서는 비례구에서의 부활 당선에도 실패하고 낙선했으나, 다시 와타나베 고조가 지명한 칠봉행의 회 (七奉行の会, 오카다 가쓰야, 마에하라 세이지, 에다노 유키오, 노다 요시히코, 겐바 고이치로, 센고쿠 요시토) 에 낙선한 전직 인물들 중에서 유일하게 발탁되었다. 하지만, 2009년 제45회 중의원 의원 총선거에서 복귀 당선되면서 오자와 이치로에게 접근해 반 오자와 색채가 강한 7봉행에서 멀어지게 되었다.
2010년 5월, BS 수록 프로그램에서 후텐마 기지 이전 문제 (普天間基地移設問題) 와 원자력 문제 등을 사회민주당의 반대로 정책 결정이 늦는 경우가 있다고 지적하였고, 같은 달 중의원 환경 위원장으로서 지구 온난화 대책 기본 법한 강행 채결을 주도하였다.
2010년 6월, 대표 하토야마 유키오의 사임과 동시에 민주당 대표 선거에 세대 교체와 당내의 일치 결속을 호소하며 출마를 표명하였고, 투표 결과 간 나오토에게 패해 낙선하였다. 간 나오토 내각에서 국회대책위원장이 되어 집행부에 들어갔으나, 9월 민주당 대표 선거에서 간 나오토의 대립 후보로 오자와 이치로의 출마를 강하게 지지하였다.

## 같이 보기
- 마쓰시타 정경숙
- 와타나베 고조
- 오자와 이치로
- 간 나오토

## 역대 선거 결과
| 선거명      | 직책명                     | 대수 | 정당   | 득표율 | 득표수    | 결과 | 당락                    |
| ----------- | -------------------------- | ---- | ------ | ------ | --------- | ---- | ----------------------- |
| 2003년 선거 | 하원의원 (오사카부 제12구) | 43대 | 민주당 | 44.6%  | 82,190표  | 1위  | 오사카 부 하원의원 당선 |
| 2005년 선거 | 하원의원 (오사카부 제12구) | 44대 | 민주당 | 39.7%  | 87,091표  | 2위  | 낙선                    |
| 2009년 선거 | 하원의원 (오사카부 제12구) | 45대 | 민주당 | 53.2%  | 119,084표 | 1위  | 오사카 부 하원의원 당선 |
| 2012년 선거 | 하원의원 (오사카부 제12구) | 46대 | 민주당 | 25.5%  | 49,153표  | 3위  | 낙선                    |
| 2019년 선거 | 하원의원 (오사카부 제12구) | 48대 | 무소속 | 22.6%  | 35,358표  | 3위  | 낙선                    |